# Miki Roqué
Miki Roqué, właśc. Miguel Roqué Farrero (ur. 8 lipca 1988 w Tremp, zm. 24 czerwca 2012 w Barcelonie) – hiszpański piłkarz, który występował na pozycji obrońcy, zawodnik m.in. Liverpoolu i Realu Betis.

## Kariera klubowa
Występował na pozycji obrońcy. Karierę piłkarską rozpoczął w 2004 roku w klubie UE Lleida, gdzie występował rok. Kiedy miał zaledwie 17 lat, zgłosiły się po niego władze Tranmere Rovers. Do transferu nie doszło, a inicjatywę przejęła drużyna Liverpoolu, do której Miguel został pozyskany. Debiut zaliczył 1 sierpnia 2006 roku w wygranym (3:2) meczu Ligi Mistrzów przeciwko Galatasaray SK.
Od 21 marca do 20 maja 2007 roku był na wypożyczeniu w Oldham Athletic. Następnie miał epizody w Xerez CD i FC Cartagena. W 2009 roku trafił do Betisu.

## Choroba i śmierć
W marcu 2011 roku pojawiła się informacja, że ma nowotwór złośliwy. W niedzielę, 24 czerwca 2012 po prawie roku choroby, Miki zmarł.